# Somkiat Chantra
Somkiat Chantra (Pattaja, 1998. december 15. –) thai motorversenyző, a gyorsaságimotoros-világbajnokságon szerepel. 2025-ben a MotoGP-ben indul.

## Karrierje

### 2014
Chantra karrierjének első jelentős állomása a Dorna ázsiai tehetségkutatója, az Asia Talent Cup volt. Az akkor induló szériában főleg a középmezőny tagja volt, a szezon végén pedig 50 megszerzett ponttal a 11. helyen zárt összesítésben. Legjobb eredményét az utolsó futamon, Sepangban érte el, hol 4. helyen zárt.

### 2015
Egy év rutinnal a háta mögött már a bajnokesélyesek közé tartozott 2015-ben: rögtön a szezonnyitón megszerezte első győzelmét az ATC-ben, majd a következő versenyhétvégén egy 2. és egy 3. helyet is be tudott gyűjteni Katarban.
A hátralévő négy versenyhétvégén azonban már nem tudott elindulni sérülés miatt, ami edzés közben érte. Ennek következtében csak 61 pontot szerzett, amivel 12. lett a szezon végén.

### 2016
A 2016-os esztendőre sikerült felépülnie és visszatérnie. Kiegyensúlyozott teljesítménnyel, 12-ből 11-szer a top 10-ben végzett. Kevés hibázás mellett fel tudott nőni a riválisai mellé: 5 alkalommal állhatott dobogóra, amiből 3 futamgyőzelem volt. Utóbbi holtversenyben a legtöbb volt az egész mezőnyben.
A bajnoki cím sorsa végül az utolsó futamon dőlt el Sepangban. Ai Ogura vezette a táblázatot még a rajt előtt Andi Farid Izdiharral szemben, de még Ryusei Yamanaka és Chantra (20 pont volt a hátránya) is reménykedhetett, hisz volt még matematikai esélyük az összetett győzelemre. A nedves pályán bukott Juki Kunii, 9 körrel a vége előtt pedig Kazuki Masaki és Ai Ogura is kiestek. Ekkor úgy tűnt, hogy Izdihar lehet a bajnok, ám az indonéz 2 körrel a vége előtt szintén kicsúszott. Az akkor 17 éves Chantra viszont nem hibázott, és a többiek rontásait kihasználva végül megnyerte a versenyt – így pedig mindössze 5 pont előnnyel, de megszerezte a bajnoki címet is Ogurával szemben. „Elképesztő zárása volt ez a szezonnak. Ilyen trükkös körülmények között sosem tudod mi fog történni, de Chantra nagyon jól meg tudta érteni a körülményeket és szép győzelmet aratott. Összességében ő volt a leggyorsabb a szezon során, így megérdemelten lett övé a cím” – mondta a leintést követően Alberto Puig.

### 2017
2017-ben az ATC bajnokaként egyértelműen a kiemelt ázsiai tehetségek közé került – az Asia Talent Team támogatását is élvezhette Kazuki Masaki, Ai Ogura, Andi Farid Izdihar és Juki Kunii mellett. Ugyanakkor ő hivatalosan mégis az AP Honda Racing Team színeiben indulhatott a CEV Moto3 Junior Világbajnokságon, ahol első szezonjában 26 pontot szerezve a 20. helyen zárt. Egymás után négy versenyt is ki kellett hagynia, amivel sok pontot vesztett; ugyanakkor háromszor is sikerült top 10-es helyen végeznie és a legjobb eredménye egy 7. hely lett Jerezben.

### 2018
2018-ban ismét a junior vb-n indulhatott, ahol ezúttal is az Asia Talent Team támogatta. Abban a szezonban erősek voltak az ázsiai versenyzők: Ai Ogura, Juki Kunii, vagy a KTM-es színekben induló Can Öncü is a legjobb 10-ben végzett Chantrával együtt. A thai versenyző az összetett 9. helyét tudta végül megszerezni 61 ponttal. A legjobb eredménye egy 4. helyezés volt Le Mans-ban, viszont a szezon utolsó két futamáról lemaradt Valenciában, így ismét sok pontot vesztett.
Az év fénypontja azonban egy világbajnoki indulás volt a számára, hiszen hazai pályán, Thaiföldön szabadkártyával ott lehetett a gyorsaságimotoros-világbajnokság Moto3-as géposztályában. Meglepetésre egy 9. helyezést sikerült szereznie, amivel lényegében kiharcolta a helyét a következő szezonra a vb-n.

### 2019
Chantra nem a Moto3-ban, hanem a Moto2-ben indulhatott az Idemitsu Honda Team Asia színeiben a világbajnokságon, Dimas Ekky Pratama csapattársaként. Két alkalommal is bekerült a top 10-be, végül 23 ponttal az összetett 21. helyezést szerezte meg. A legjobb teljesítménye megint csak egy 9. pozíció volt Thaiföldön, ám ezúttal is ki kellett hagynia három futamot sérülések miatt – az alkarját meg is kellett műteni. A szezon végeztével az Endurance Világbajnokságon is indult két fordulón december közepén.

### 2020
A tanulóévét követően nagy reményekkel vágott neki a 2020-as szezonnak Chantra, aki előzetesen a top 5-ös eredményeket és akár még a dobogót is elérhetőnek gondolta. Ezzel szemben viszont nem sikerült jól az év számára. Habár ezúttal nem mulasztott egyetlen versenyt sem, mindössze 10 ponttal, az összetett 25. helye lett az övé. Csak kétszer sikerült pontszerző helyen zárnia, abból az egyik egy 9. hely volt Le Mans-ban. 5-ször viszont kiesett, 8-szor pedig nem fért be a legjobb 15-be.

### 2021
A 2020-as év végén bejelentették, hogy Chantra '21-ben is az Idemitsu Honda Team Asia csapatnál folytatja a Moto2-ben, ám a csapattársa a Moto3-ban nagyszerű szezont futó Ai Ogura lesz.

### MotoGP
2024. augusztus 29-én jelentették be, hogy az LCR Honda IDEMITSU királykategóriás csapatánál folytatja pályafutását, ahol Nakagami Takaakit váltja.

## Eredményei

### Statisztika
| Szezon   | Géposztály | Motor    | Csapat                   | Versenyek | Győzelem | Dobogó | Pole | LKör | Pont  | Helyezés |
| -------- | ---------- | -------- | ------------------------ | --------- | -------- | ------ | ---- | ---- | ----- | -------- |
| 2018     | Moto3      | Honda    | AP Honda Racing Thailand | 1         | 0        | 0      | 0    | 0    | 7     | 33.      |
| 2019     | Moto2      | Kalex    | Idemitsu Honda Team Asia | 16        | 0        | 0      | 0    | 0    | 23    | 21.      |
| 2020     | Moto2      | Kalex    | Idemitsu Honda Team Asia | 15        | 0        | 0      | 0    | 0    | 10    | 25.      |
| 2021     | Moto2      | Kalex    | Idemitsu Honda Team Asia | 18        | 0        | 0      | 0    | 1    | 37    | 18.      |
| 2022     | Moto2      | Kalex    | Idemitsu Honda Team Asia | 19        | 1        | 4      | 1    | 1    | 128   | 10.      |
| 2023     | Moto2      | Kalex    | Idemitsu Honda Team Asia | 19        | 1        | 2      | 1    | 1    | 162,5 | 6.       |
| 2024     | Moto2      | Kalex    | Idemitsu Honda Team Asia | 18        | 0        | 0      | 0    | 0    | 103   | 12.      |
| 2025     | MotoGP     | Honda    | LCR Honda IDEMITSU       | 0         | 0        | 0      | 0    | 0    | –*    | –*       |
| Összesen | Összesen   | Összesen | Összesen                 | 107       | 2        | 6      | 2    | 3    | 482,5 |          |

* Szezon folyamatban.

### Teljes MotoGP-eredménylistája
(Táblázat értelmezése)

(Félkövér: pole-pozícióból indult; dőlt: leggyorsabb kört futott) 

| Év   | Géposztály | Motor | 1   | 2   | 3   | 4   | 5   | 6   | 7   | 8   | 9   | 10  | 11  | 12  | 13  | 14  | 15  | 16  | 17  | 18  | 19  | 20  | Helyezés | Pont  |
| 2018 | Moto3      | Honda | QAT | ARG | AME | ESP | FRA | ITA | CAT | NED | GER | CZE | AUT | GBR | RSM | ARA | THA | JPN | AUS | MAL | VAL |     | 33.      | 7     |
| ---- | ---------- | ----- | --- | --- | --- | --- | --- | --- | --- | --- | --- | --- | --- | --- | --- | --- | --- | --- | --- | --- | --- | --- | -------- | ----- |
| 2018 | Moto3      | Honda |     |     |     |     |     |     |     |     |     |     |     | 9   |     |     |     |     |     |     |     |     | 33.      | 7     |
| 2019 | Moto2      | Kalex | QAT | ARG | AME | ESP | FRA | ITA | CAT | NED | GER | CZE | AUT | GBR | RSM | ARA | THA | JPN | AUS | MAL | VAL |     | 21.      | 23    |
| 2019 | Moto2      | Kalex | Ki  | 10  | 20  | 17  | Ki  |     | 17  | Ni  |     | 15  | 12  | 16  | 14  | 16  | 9   | 13  | Ki  | Ki  | 23  |     | 21.      | 23    |
| 2020 | Moto2      | Kalex | QAT | ESP | ANC | CZE | AUT | STY | RSM | EMR | CAT | FRA | ARA | TER | EUR | VAL | POR |     |     |     |     |     | 25.      | 10    |
| 2020 | Moto2      | Kalex | 25  | Ki  | Ki  | 23  | 13  | Ki  | 18  | 21  | Ki  | 9   | 23  | 19  | Ki  | 18  | 18  |     |     |     |     |     | 25.      | 10    |
| 2021 | Moto2      | Kalex | QAT | DOH | POR | ESP | FRA | ITA | CAT | GER | NED | STY | AUT | GBR | ARA | RSM | AME | EMI | ALG | VAL |     |     | 18.      | 37    |
| 2021 | Moto2      | Kalex | Ki  | 19  | 21  | Ki  | 12  | 18  | 9   | 18  | 11  | 8   | 5   | 17  | Ki  | Ki  | 14  | Ki  | Kiz | 19  |     |     | 18.      | 37    |
| 2022 | Moto2      | Kalex | QAT | IND | ARG | AME | POR | ESP | FRA | ITA | CAT | GER | NED | GBR | AUT | RSM | ARA | JPN | THA | AUS | MAL | VAL | 10.      | 128   |
| 2022 | Moto2      | Kalex | Ni  | 1   | 2   | Ki  | Ki  | Ki  | 3   | Ki  | 12  | 15  | 13  | 13  | 2   | 8   | 7   | 5   | Ki  | 8   | Ki  | Ki  | 10.      | 128   |
| 2023 | Moto2      | Kalex | POR | ARG | AME | ESP | FRA | ITA | GER | NED | GBR | AUT | CAT | RSM | IND | JPN | IND | AUS | THA | MAL | QAT | VAL | 6.       | 173,5 |
| 2023 | Moto2      | Kalex | 9   | 8   | 11  | 7   | 6   | 9   | 4   | Ki  | 9   | 5   | 14  | 6   | Ki  | 1   | 7   | 7   | 3   | 6   | 7   | 5   | 6.       | 173,5 |
| 2024 | Moto2      | Kalex | QAT | POR | AME | ESP | FRA | CAT | ITA | NED | GER | GBR | AUT | ARA | RSM | EMI | IDN | JPN | AUS | THA | MAL | SLD | 12.      | 103   |
| 2024 | Moto2      | Kalex | 11  | 10  | 21  | 10  | 5   | Ki  | 9   | 5   | 6   | Ki  | 8   | 6   | 14  | 14  | Ki  |     |     | 4   | 9   | 11  | 12.      | 103   |

* Szezon folyamatban.